# Brennabor
Die Brennabor-Werke Gebr. Reichstein, später Brennabor-Werke AG, waren ein deutscher Hersteller von Kinderwagen, Fahrrädern, Kraftwagen und Motorrädern mit Sitz in Brandenburg an der Havel. Der Name des Unternehmens geht auf den vorgeblich alten (aber falschen) Namen der Stadt Brandenburg zurück.
Seit 2020 ist Brennabor eine Fahrrad- und E-Bike-Marke der Hermann Hartje KG.

## Geschichte

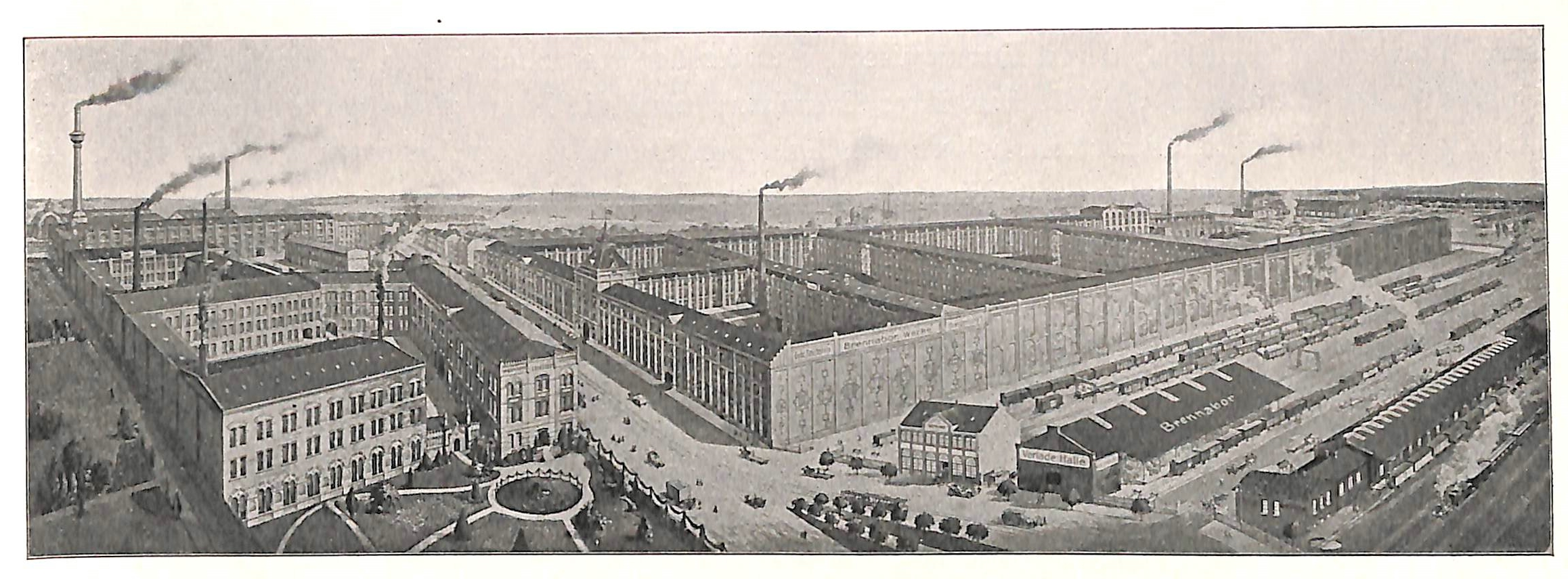
Brennabor-Werke Brandenburg (1913)

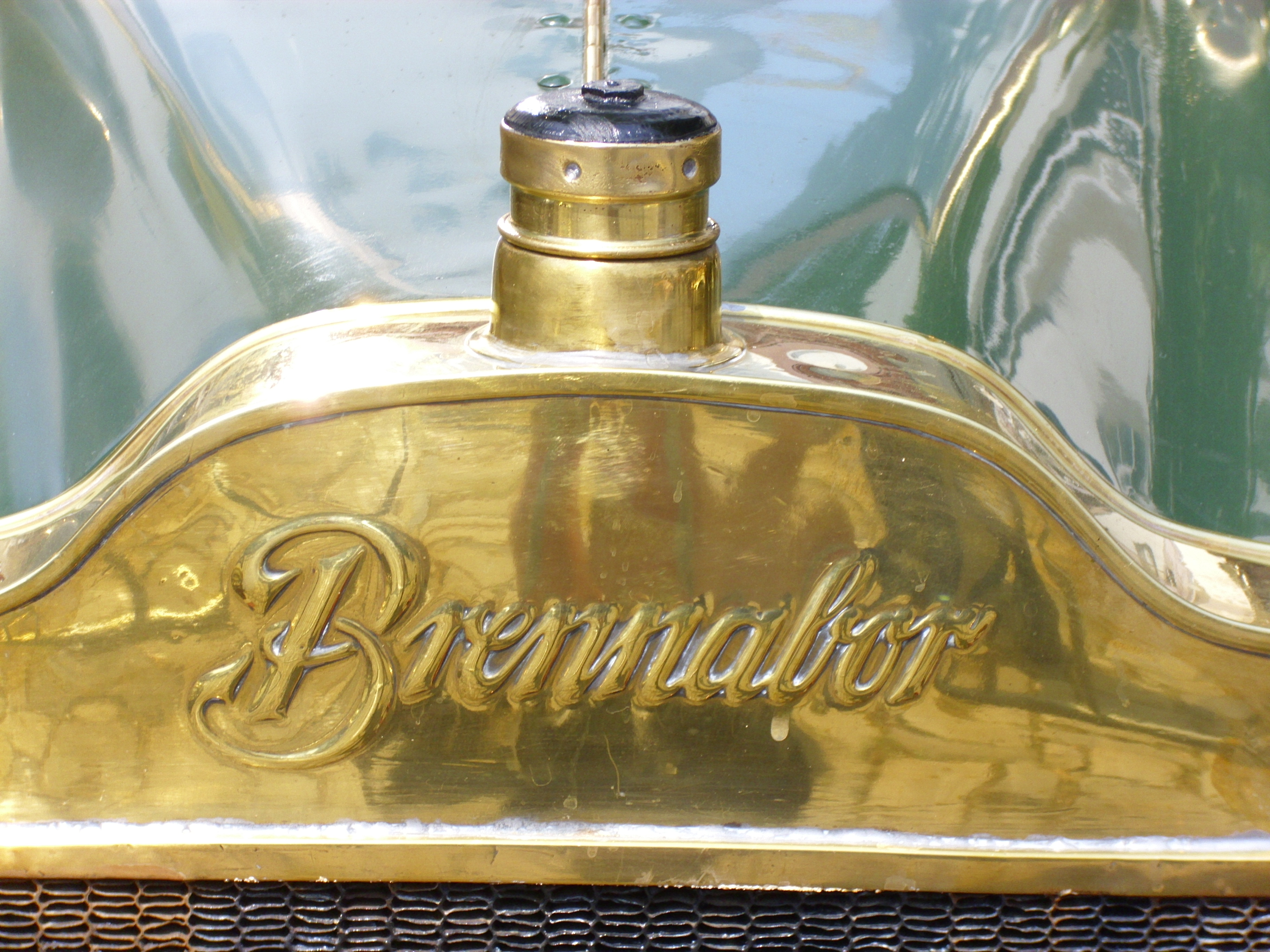
Emblem

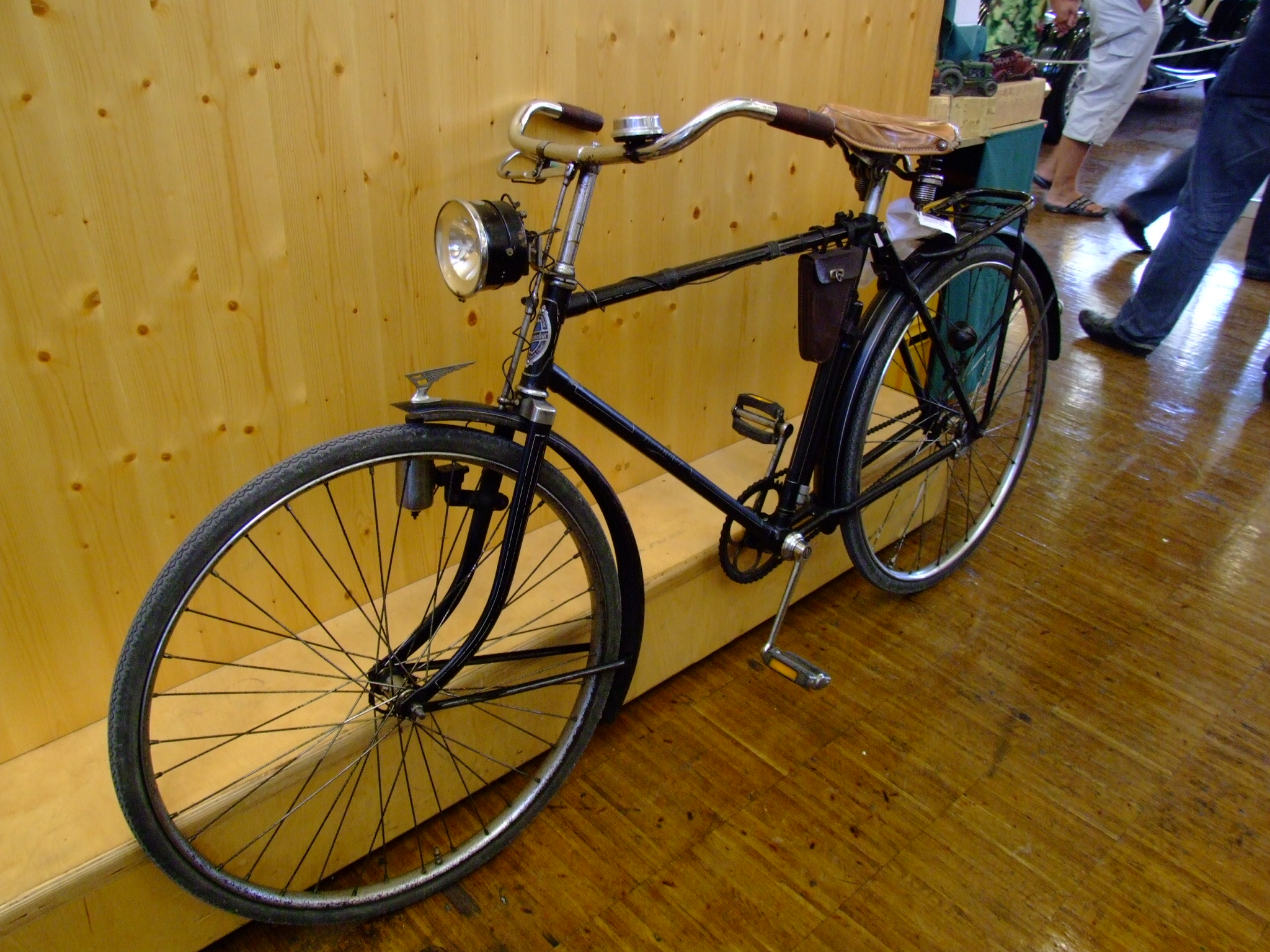
Brennabor-Fahrrad

Aktie über 1000 RM der Brennabor-Werke AG vom Oktober 1940

Die Brüder Adolf, Carl und Hermann Reichstein gründeten 1871 das Unternehmen. Wie ihr 1862 verstorbener Vater, dessen Geschäft sie fortführten, waren die drei gelernte Korbmacher. Um den Betrieb über Körbe hinaus zu erweitern und von Zulieferern unabhängig zu sein, kamen zur Korbmacherei Tischlerei, Stellmacherei, Schlosserei und Schmiede hinzu, sodass am 21. April 1871 die Herstellung kompletter Kinderwagen begann. Die Belegschaft des Unternehmens stieg innerhalb der ersten drei Jahre auf 300 an.
Ab den 1880er Jahren stellten die Reichsteins auch Fahrräder her, die 1888 den Markennamen Brennabor erhielten.
Bis in die 1930er Jahre war Brennabor größter Kinderwagenhersteller in Europa und eine der größten Fahrradfabriken. Ab 1901 fertigten die Werke auch Motorräder in Serie, ab 1903 Kraftwagen (zunächst nur auf Bestellung) mit drei und vier Rädern. 1908 begann die Serienproduktion von Automobilen. Während des Ersten Weltkriegs wurden keine Automobile hergestellt, Motorräder zunächst nur bis 1916. Die Brennabor-Werke unterhielten ab 1908 einen eigenen Rennstall und erzielten weltweit große Erfolge im Motorsport.
Im Jahr 1919 wurde der Mittelklassewagen Typ P vorgestellt, für den 1921 die Großserienproduktion begann. Anfang bis Mitte der 1920er Jahre war Brennabor zum größten Automobilhersteller Deutschlands aufgestiegen, bis 1927/28 noch zweitgrößter hinter Opel. Das Unternehmen beschäftigte 1924 6000 Arbeiter. 1927 produzierten die Bennabor-Werke 82.000 Kraftwagen. Brennabor schloss sich 1919 unter Führung von Sigmund Meyer mit der NAG und Hansa-Lloyd zum Kartell Gemeinschaft Deutscher Automobilfabriken (GDA) zusammen. Diese Vertriebsorganisation bestand bis 1928, führte aber nicht zu einem festen Zusammenschluss der beteiligten Unternehmen.
Brennabor führte 1923/24 als einer der ersten deutschen Automobilhersteller die Fließbandfertigung ein. Die Weltwirtschaftskrise bewirkte, dass die Produktionszahlen zurückgingen, zumal kein Kleinwagen im Angebot war. 1931 entwickelte das Unternehmen auf Basis des Typs Juwel 6 erstmals einen Prototyp mit Frontantrieb (nach Voran-Patenten). Zu einer Serienfertigung kam es aus finanziellen Gründen nicht mehr. 1932 wurde die Automobilproduktion zunächst für acht Monate unterbrochen, im Spätherbst kurzzeitig mit neuen Modellen nochmals aufgenommen und 1933 endgültig eingestellt. 1932 wurden die Brennabor-Werke in eine Aktiengesellschaft umgewandelt. In Berlin unterhielt das Unternehmen sechs Verkaufsniederlassungen und eine in Potsdam.
Von 1930 bis 1942 produzierte Brennabor Leichtmotorräder mit Einbaumotoren von Fichtel & Sachs, ab 1939 auch mit eigenen Motoren (Modell G 100) und Fahrräder noch bis 1945. Es wurden auch Rüstungsgüter produziert, zum Beispiel die 2-cm-Flak 38. Die Unternehmensgeschichte endete nach dem Zweiten Weltkrieg 1945 mit der Demontage des Werkes. Brennabor-Produkte wurden weltweit exportiert, so nach Australien, China, Südamerika, Südafrika und ganz Europa.
Auf dem Werksgelände etablierten sich anschließend die Brandenburger Traktorenwerke, die bis 1964 Rad- und Kettenschlepper produzierten und dann die Produktion auf Nutzfahrzeuggetriebe umstellten. Seit 1991 ist das Getriebewerk Brandenburg ein Tochterunternehmen der ZF Friedrichshafen. ZF unterhält am ehemaligen Werk eine Lehrlingsausbildungsstätte. Seit 2018 arbeitet dort auch die Zentrale Zulagenstelle für Altersvermögen (ZfA), die bundesweit für die Förderung der Riester-Rente zuständig ist.

## Neuzulassungen von Brennabor-Pkw im Deutschen Reich von 1933 bis 1938
| Jahr | Zulassungszahlen |
| ---- | ---------------- |
| 1933 | 921              |
| 1934 | 222              |
| 1935 |                  |
| 1936 | 3                |
| 1937 |                  |
| 1938 | 2                |

Quelle:

## Pkw-Modelle

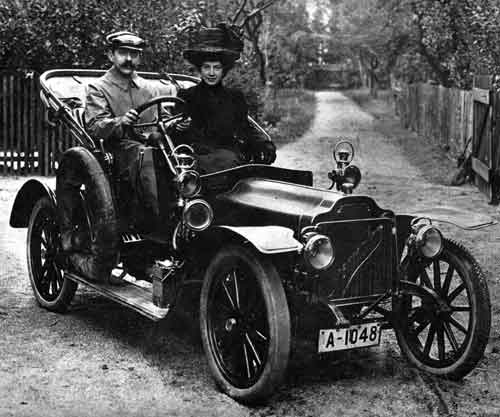
Brennabor Typ A1, ca. 1908

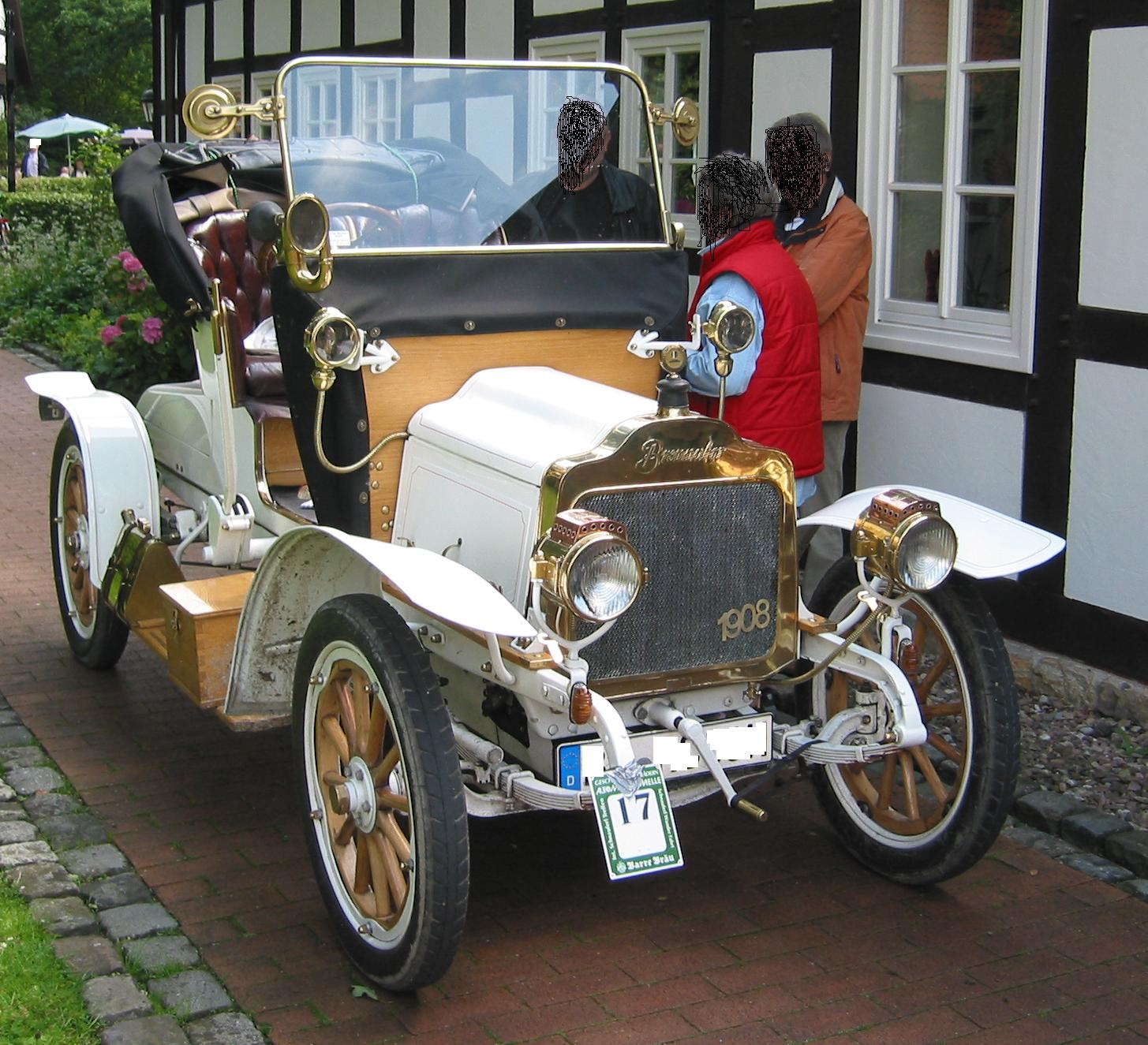
Brennabor von 1908

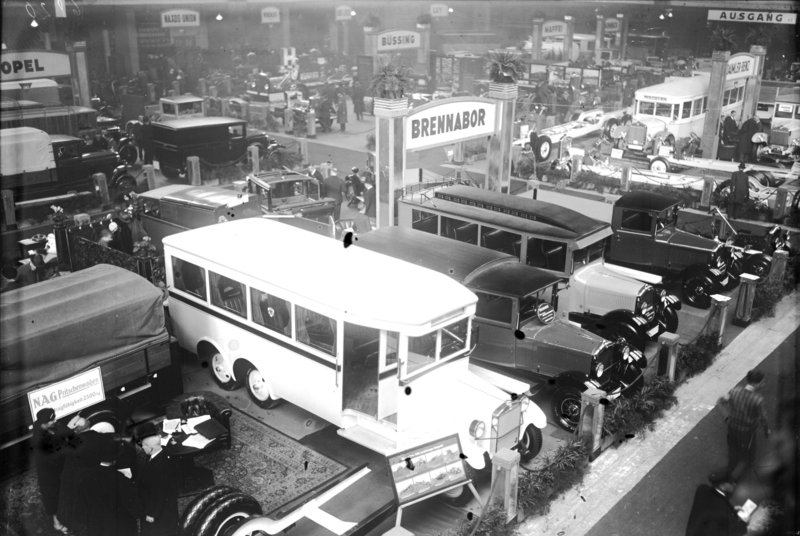
21. Automobil-Ausstellung 1928 in Berlin: Stand von Brennabor

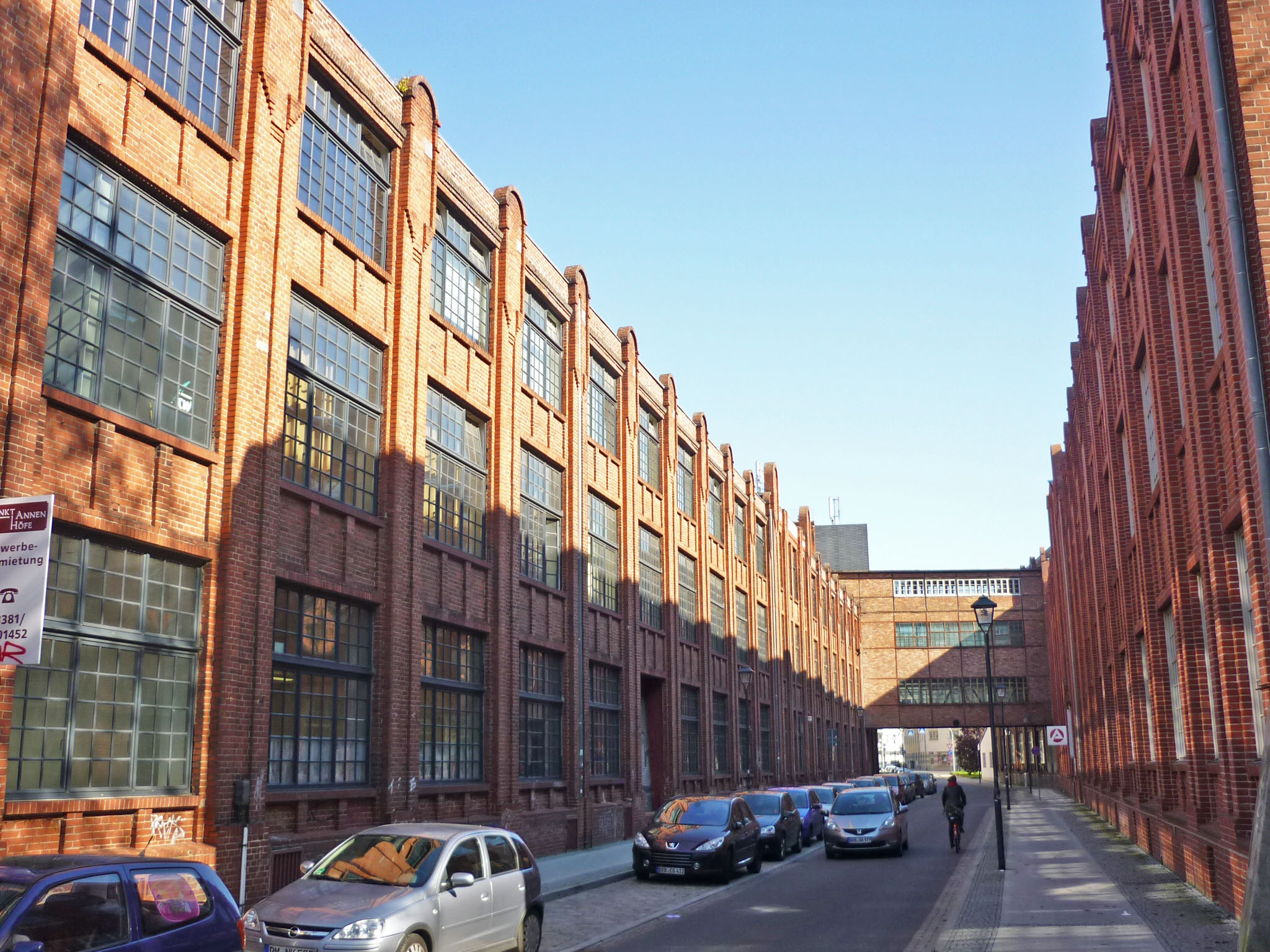
Betriebsgebäude der ehem. Brennabor-Werke

| Modell                                       | Bauzeitraum   | Motorbauform                     | Hubraum  | Leistung                                          | Höchstgeschwindigkeit |
| -------------------------------------------- | ------------- | -------------------------------- | -------- | ------------------------------------------------- | --------------------- |
| Typ A1 3,5/8 PS                              | 1905–1911     | R2                               | 904 cm³  | 6–8 PS (4,4–5,9 kW)                               | 50 km/h               |
| Brennaborette - 3,5 PS, - 4 PS - 5,5 PS      | 1907–1912     | - Einzylinder - Einzylinder - R2 |          | - 3,5 PS (2,6 kW) - 4 PS (2,9 kW) - 5,5 PS (4 kW) |                       |
| Kleinwagen 6/12 und 6/14 PS                  | 1908–1910     | R4                               |          | 12–14 PS (8,5–10,3 kW)                            | 70 km/h               |
| Typ D 10/20 und 10/24 (Prinz Heinrich Wagen) | 1910–1911     | R4                               |          | 20 PS (14,7 kW) und 24 PS (17,7 kW)               | 80 km/h               |
| Typ B 5/12 PS                                | 1911–1913     | R4                               | 1328 cm³ | 12 PS (8,8 kW)                                    | 55 km/h               |
| Typ L 6/18 PS                                | 1911–1914     | R4                               | 1592 cm³ | 18 PS (13,2 kW)                                   | 60 km/h               |
| Typ C 6/18 PS                                | 1910–1912     | R4                               |          | 18 PS (13,2 kW)                                   | 65 km/h               |
| Typ G 8/22 PS                                | 1910–1914     | R4                               | 2025 cm³ | 22 PS (16,2 kW)                                   | 70 km/h               |
| Typ F 10/28 PS                               | 1911–1914     | R4                               | 2476 cm³ | 28 PS (20,6 kW)                                   | 80 km/h               |
| Typ M 6/16 PS                                | 1914          | R4                               | 1453 cm³ | 16 PS (11,8 kW)                                   | 70 km/h               |
| Typ P 8/24 PS                                | 1919–1925     | R4                               | 2091 cm³ | 24 PS (17,7 kW)                                   | 65 km/h               |
| Typ S 6/20 PS                                | 1922–1925     | R4                               | 1569 cm³ | 20 PS (14,7 kW)                                   | 70 km/h               |
| Typ R 6/25 PS                                | 1925–1928     | R4                               | 1569 cm³ | 25 PS (18,4 kW)                                   | 70 km/h               |
| Typ P 8/32 PS                                | 1925–1927     | R4                               | 2091 cm³ | 27 PS (19,9 kW)                                   | 75 km/h               |
| Typ AL 10/45 PS                              | 1927–1930     | R6                               | 2547 cm³ | 45 PS (33,1 kW)                                   | 70 km/h               |
| Typ Z 6/25 PS                                | 1927–1929     | R4                               | 1569 cm³ | 25 PS (18,4 kW)                                   | 70 km/h               |
| Typ AK 10/45 PS                              | 1927–1930     | R6                               | 2547 cm³ | 45 PS (33,1 kW)                                   | 85 km/h               |
| Typ ASK / Typ AFK 12/55 PS                   | 1928–1932     | R6                               | 3080 cm³ | 55 PS (40,5 kW)                                   | 90 km/h               |
| Typ ASL / Typ AFL 12/55 PS                   | 1928–1932     | R6                               | 3080 cm³ | 55 PS (40,5 kW)                                   | 85 km/h               |
| Ideal 7/30 PS                                | 1929–1933     | R4                               | 1640 cm³ | 30 PS (22,1 kW)                                   | 75 km/h               |
| Juwel 6 10/45 PS                             | 1929–1932     | R6                               | 2460 cm³ | 45 PS (33,1 kW)                                   | 85 km/h               |
| Juwel 8 14/60 und 14/65 PS                   | 1930–1932     | R8                               | 3417 cm³ | 60 PS (44,1 kW)                                   | 100 km/h              |
| Juwel Front 10/45 PS                         | Prototyp 1931 | R6                               | 2460 cm³ | 45 PS (33,1 kW)                                   | 85 km/h               |
| Typ C 4/20                                   | 1931–1933     | R4                               | 995 cm³  | 20 PS (14,7 kW)                                   | 75 km/h               |
| Ideal extra 7/30 PS                          | 1930–1933     | R4                               | 1640 cm³ | 30 PS (22,1 kW)                                   | 75 km/h               |
| Typ D 4/22                                   | 1933          | R4                               | 995 cm³  | 22 PS (16,2 kW)                                   | 75 km/h               |
| Typ E 8/38 PS                                | 1933          | R6                               | 1957 cm³ | 38 PS (27,9 kW)                                   | 80 km/h               |
| Typ F 10/45 PS                               | 1933          | R6                               | 2460 cm³ | 45 PS (33,1 kW)                                   | 90 km/h               |

## Lkw-Modelle
| Modell  | Bauzeitraum | Motorbauform | Hubraum  | Leistung                | Zuladung | Höchstgeschwindigkeit |
| ------- | ----------- | ------------ | -------- | ----------------------- | -------- | --------------------- |
| Typ NL  | 1929–1931   | R4           | 1640 cm³ | 25–30 PS (18 bis 22 kW) | 0,75 t   | 50 km/h               |
| Typ BL  | 1929–1933   | R6           | 2460 cm³ | 38–45 PS (28 bis 33 kW) | 1,5 t    | 50 km/h               |
| Typ ATZ | 1930–1933   | R6           | 3080 cm³ | 45–55 PS (33 bis 40 kW) | 1,75 t   | 50 km/h               |

## Marke nach 1945
In den 1950er Jahren tauchte die Marke Brennabor bei Mopeds westdeutscher Produktion wieder auf, produziert von den Brennabor Fahrzeugwerken m.b.H., deren Fabrik sich in der Banksstraße 20–26 in Hamburg befand. Dieselbe Adresse gibt der Verband der Fahrrad- und Motorrad-Industrie E. V., Bad Soden (Taunus), in seinem Mitgliederverzeichnis für die Brennabor Fahrzeuggesellschaft mbH an, mit dem Hinweis, dass sich der Betrieb in Schötmar/Lippe befindet. Unter anderem gab es von 1953 bis 1955 ein Modell Brennabor FP 5. In den 1990er und 2000er Jahren wurde Brennabor als Handelsmarke für Fahrräder verschiedener Hersteller verwendet. Im September 2020 gab die Hermann Hartje KG aus Hoya, Niedersachsen, bekannt, die Namensrechte an Brennabor erworben zu haben und etablierte die Marke in der folgenden Zeit neu auf dem Fahrrad- und E-Bike-Markt.